# Jadwiga Polanowska-Misiorny
Jadwiga Polanowska-Misiorny lub Jadwiga Polanowska (ur. 20 marca 1937 w Sandomierzu, zm. 23 lipca 2003 w Warszawie) – polska aktorka teatralna, filmowa i telewizyjna oraz dziennikarka.

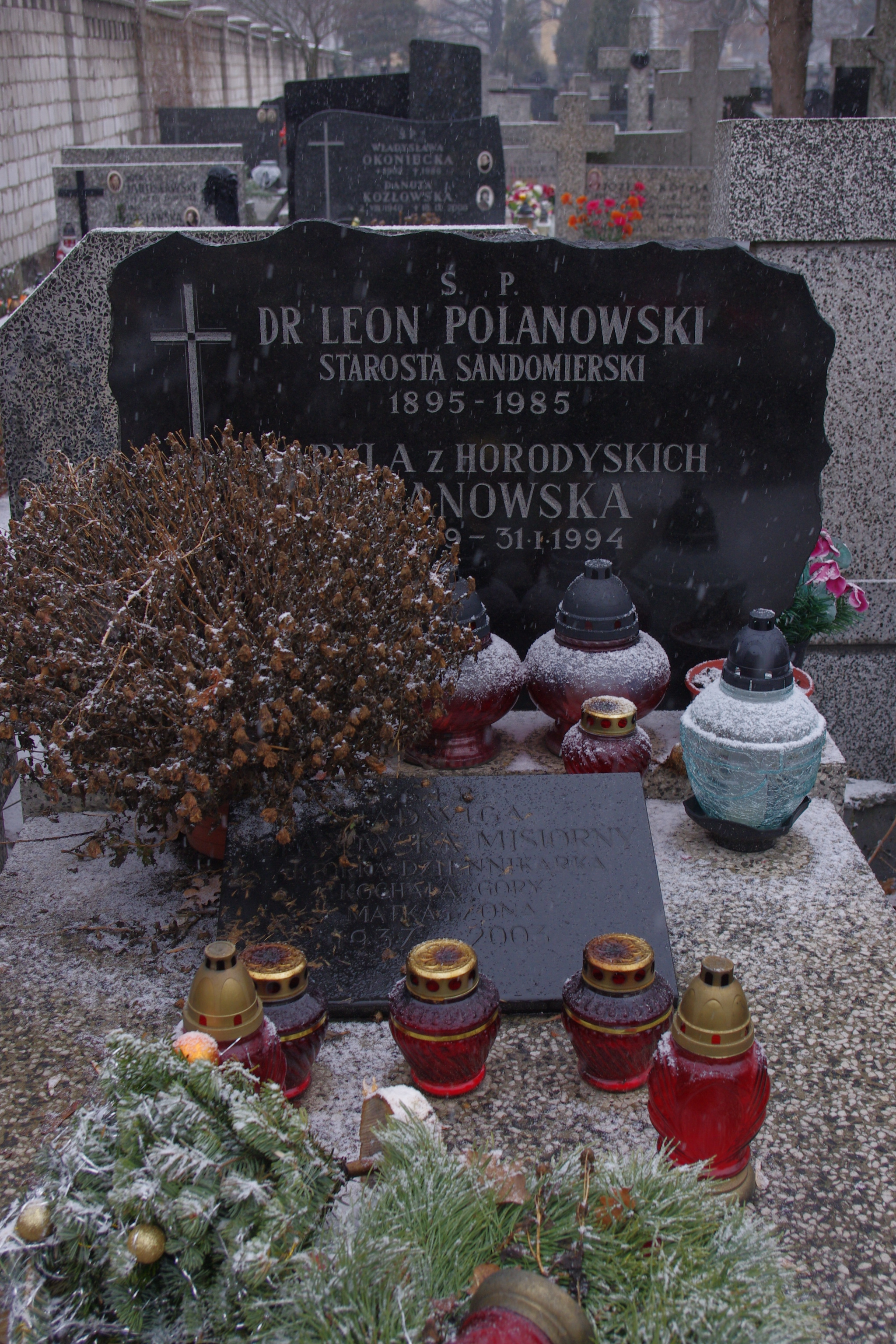
Nagrobek rodziny Polanowskich

## Życiorys
Córka Leona Polanowskiego (starosta sandomierski) i Maryli z domu Horodyskiej.
Absolwentka Państwowej Wyższej Szkoły Teatralnej w Warszawie z 1959. W latach 1959–1960 występowała w Teatrze Dramatycznym w Poznaniu, a w latach 1960-1975 w Teatrze Wybrzeże w Gdańsku. Od 1975 r. związana była z warszawskimi teatrami: Teatrem Polskim (1975-1982), Teatr Rozmaitości (1982/1983) i Teatrem Narodowym (1983-1991). W sezonie 1991/1992 związana była z Teatrem im. Wilama Horzycy w Toruniu.
Poza pracą w teatrze występowała również w filmach, serialach i teatrach telewizji. Po zakończeniu kariery aktorskiej zajmowała się dziennikarstwem.
Pochowana na cmentarzu Wawrzyszewskim w Warszawie.

## Filmografia[2]
- Seksolatki (1972)
- Bez miłości (1980)
- Mniejsze niebo (1980)
- Pastorale Heroica (1983)
- Rajska jabłoń (1985)
- Cesarskie cięcie (1987)
- Koniec sezonu na lody (1987)
- Cynga (1991)

## Seriale[2]
- Dom (1980-2000)
- Pan na Żuławach (1984) − Jadwiga Mikułowa, żona Kazimierza
- Pole niczyje (1988)